# بروك تشيشلوم
هوطبيب نفسي كندي الجنسية حارب في الحرب العالمية الأولى، وهو أول مدير عام لمنظمة الصحة العالمية. كان بروك الجراح الثالث عشر الذي حصل على العديد من جوائز منها وسام كندا وسام رتبة الإمبراطورية البريطانية والصليب العسكري وحصل على وسام الكفاءة.
   
جورج بروك تشيشلوم ولدا عام 18 مايو 1986 في أوكفيل أونتاريو لعائلة لها روابط عميقة في المنطقة تحت أمرت السيد إسحاق بروك. بعد ذلك تم تسمية تشيشليوم، جد تشيشليوم  الأكبر  حارب ضد الجيش الأمريكي خلال حرب عام 1812. وكان جده مؤسس أوكفيل وكان والده فرانك تشيشلوم الذي يدير ساحة الفحم.

## كندا
في عام 1915 خلال الحرب العالمية الأولى تشيشلوم في عمر 18 انضم إلى القوة الاستطلاعية الكندية.ليخدم في كتيبة الخامسة عشر كطباخ وقناص وكشافة ورامي بالرشاش. تم مكافأته  على شجاعته وقيادته مرتين (بعد ان اصيب مرتين) بصليب العسكري لجهوده في معركة خارج لينس، فرنسا والبار وايضا وحصل على رتبة نقيب واصيب مرة واحدة وعاد إلى منزله عام 1917.
بعد الحرب تشيشلوم تابع حبه للطب مدى الحياة.ودرس  دكتوراه في الطب في جامعة تورنتو عام 1924. قبل ان يتدرب في إنجلترا.حيث تخصص في طب النفس.بعد مرور ست سنوات من ممارسة خاصة  في موطنه أوكفيل.التحق بجامعة ييل حيث تخصص بصحة النفسية للأطفال. وخلال  تلك الفترة تشيشلوم أظهر رؤيته القوية  بأنه يجب تربية الأطفال في بيئة فكرية حرة بقدرالمستطاع. بعيدا عن تحيزات الدينية والاخلاقية والسياسية لوالديهم.
وخلال نشوب الحرب العالمية  الأولى أرتفعت مكانة تشيشلوم في داخل الجيش والحكومة الكندية.وانضم إلى المجهود الحربي كطبيب نفسي يتعامل مع المظاهر النفسية لتدريب جنود، قبل ان يصل إلى رتبة مدير عام للخدمات الطبية، اعلى منصب ضمن الرتب الطبية في الجيش الكندي، كان أول طبيب نفسي يترأس الرتب الطبية لأي جيش في العالم.
في عام 1946 أصبح تشيشلوم الأمين التنفيذي للجنة المؤقتة لمنظمة الصحة العالمية، مقرها في جنيف سويسرا.وأساسات منظمة الصحة العالمية (منظمة عصبة الأمم الصحية).تشيشلوم كان واحد من ستة عشر خبراء عالميين تمت استشارتهم في صياغة  أول دستور للوكالة.هو من خصص اسم منظمة الصحة العالمية، مع تشديد على كلمة العالم.وهو من حدد مفهوم الصحة «للمنظمة صحة العالمية» بانها «حالة عقلية طبيعية ورفاهة اجتماعية كاملة وليست مجرد غياب مرض أو عجز».
في أبريل عام 1948 أصبحت منظمة أصحة العالمية  ركيزة من الرواكز الثابتة في الأمم المتحدة، وخلال تلك الفترة أصبح تشيشلوم أول مدير عام للوكالة بمجموع اصوا ت (24-2)صوت، تشيشلوم كان في مركز فريد حيث كان بمقداره عرض أرائه عن أهمية الصحة البدنية والعقلية العامة للدول.رفض تشيشلوم تجديد الانتخابات وشغل منصبه لعام 1953، في الفترة التي تعاملت فيها المنظمة الصحة العالمية بنجاح مع وباءالكوليرا في مصر، ظهر وباء ملاريا في اليونان وسردينيا،
وادخلت خدمة الإنذار بالأوبئة الي السفن البحرية.عمل تشيشلوم في منصب اخر وهو رئيس للأتحاد العالمي للصحة العقلية مابين عام (1957-58).
في عام 1934 تكهن تشيشلوم بالحرب العالمية الثانية، تشيشلوم الذي يتكلم بقناعة تامة كان متحدث عام مثير للجدل، جلب الكثير من الانتقادات على تعليق في منتصف عام 1940 بانه لا يجب تشجيع الأطفال بالأيمان بابا نويل والكتاب المقدس واي شي يعتبره مافوق القوى الخارقة للطبيعية، مطالبات من اجل استقالته كنائب وزيرللصحة أخمدت بتعيينه سكرتير تنفيدي لمنظمة الصحة العالمية، ولكن تصور العامه له بانه الرجل الغاضب الشهير في كندا بقي دائم.
أدعى مجموعة من كتاب الدين والمحافظين بان تشيشلوم ماركسي أو شيوعي أو تخريبي، أخرون وضع تشيشلوم بين ثلاث أشخاص  شامخيين  ممن ترأسوا مبكرا  الولايات الأمم المتحدة: جوليان هكسلي من اليونيسكو وجون بويد أور من منظمة ألاغذية والزراعة، اعتبرت مجموعة من نساء في جنوب كاليقورنيا بان تشيشلوم عدو للمسيح.

## عائلة /الوفاة
-21 /6/1924 تزوج تشيشلوم غريس ماكلين ريري وانجب طفلان كاثرين آن وبروك ريري.
في عام 4/2/1971 توفي تشيشلوم وكان عمره 74 سنة في مستشفى قدامى المحاربيين في فكتوريا، كولومبيا البريطانية، بعد عدة سكتات قلبية.
عام 1945 حصل على ميدالية  من معهد باستور وحصل على مكافأت لاسكر في عام 1953، في عام 1957فخر ترأسه الحركة الفيدرالية العالمية-كندا، عام 1959 حصل على إنساني العالم  وفي عام 1967 حصل على رفيق وسام كندا.

## وصية
عند وفاته، تذكرت صحيفة نيويورك تشيشليوم بانه دكتور بلدة صغيرة الذي أصبح مدير عام لمنظمة الصحة العالمية.
يشير تاريخ كندا بانه كان قائد مبكر في تحضير من الازدحام السكاني وخطر الملوثات وخطر سباق الأسلحة النووية بين الجيوش.

## روابط خارجية
- بروك تشيشلوم على موقع الموسوعة البريطانية (الإنجليزية)
- بروك تشيشلوم على موقع مونزينجر (الألمانية)
- بروك تشيشلوم على موقع إن إن دي بي (الإنجليزية)